# Modèle de Haser
Le modèle de Haser est très souvent utilisé pour interpréter les résultats d'observation des comètes. Supposant une forme sphérique du noyau, ce modèle permet de donner une estimation correcte et rapide de quantité d'eau (ou autres molécules présentes) produite par la comète sous l'influence du rayonnement solaire.   

## Présentation
Présenté en 1957 dans le Bulletin de l'Académie royale de Belgique par L. Haser ce fut le premier modèle cométaire sur la distribution radiale des molécules dans la tête d'une comète. La distribution théorique des densités y fut présentée. On y tient compte des molécules issues directement du noyau (molécules mères) par évaporation, ainsi que des molécules filles, issues de la photo-dissociation de ces premières. Ce modèle se base sur des hypothèses simples. Il a l'avantage de fournir des estimations du taux de production des différentes composants, notamment d'eau le constituant essentiel du noyau. Le tout sans imbriquer beaucoup de paramètres physiques dans les calculs.

## Hypothèses
- Le noyau de la comète de rayon {\displaystyle r_{n}} a une forme sphérique ; sa substance s'évapore sous l'influence de radiation solaire.

- Les molécules s'échappent du noyau dans toutes les directions avec une vitesse radiale {\displaystyle v_{p}} constante.

- Les molécules sont désintégrées par photo-dissociation suivant la loi

{\displaystyle \mathrm {n} _{0}} : est le nombre de molécules au temps t = 0;
- Les molécules filles sont elles-mêmes détruites par le rayonnement solaire.

- Lors de la dissociation, la vitesse d'éjection fournie est dans la direction radiale aussi.

## Distribution radiale pour les molécules-mères
On assimile le taux de production de l'eau {\displaystyle Q_{p}} au flux de molécules à la surface. On a alors : 
{\displaystyle Q_{p}=\Phi (0)}
La symétrie est sphérique, la vitesse est parallèle à la normale de la surface. On obtient le flux au point r par intégration de la quantité {\displaystyle n_{p}(r)\cdot {\overrightarrow {v_{p}}}}  sur la sphère de rayon r:
Le flux {\displaystyle \Phi (r)} n'est pas conservatif, car la population suit la loi en décroissance exponentielle. 
À une distance {\displaystyle \mathrm {r} } du noyau la valeur du flux devient : 
La distribution radiale de densité de molécules mères est donc :
C'est la formule de Haser pour les molécules-mères.

## Distribution des molécules-filles
Soit {\displaystyle N_{p}(r_{n})} le nombre de molécules qui s'échappent du noyau par seconde et par unité de surface  et {\displaystyle N_{p}(X)}la même quantité à la distance X du centre du noyau.
En tenant compte de la loi de décroissance de population le nombre total de molécules qui traversent une sphère de rayon X est alors 
Où {\displaystyle L_{p}=v_{p}\cdot \tau _{p}}, est la longueur d'échelle de la molécule mère.	 
On en déduit le nombre de molécules filles(f) formées dans une coquille d'épaisseur dX :
Quand ces molécules, produites à la distance X du noyau, atteignent la distance r leur nombre 
est réduit sous l'influence du rayonnement solaire. Le facteur de réduction est {\displaystyle e^{-{\frac {r-X}{L_{f}}}}}. {\displaystyle L_{f}} est la longueur d'échelle de molécule fille égale à  {\displaystyle {v}_{f}\cdot \tau _{f}}.
Où  {\displaystyle {v_{OH}}} est donnée par 
{\displaystyle v_{f}=v_{p}+v_{e}} avec
{\displaystyle v_{e}}: vitesse d'éjection
Le flux de molécules filles, étant formées dans la couche [X,X+dX] est donc
En intégrant sur dX, on obtient le flux total à la distance r du noyau :
on utilise les identités : 
le calcul de l'intégrale ainsi fait donne finalement la distribution radiale de densité des molécules filles:
C'est la formule de Haser pour les molécules-filles.
Une autre façon d'exprimer cette densité est de remplacer les longueurs d'échelle  {\displaystyle L_{p},L_{OH}}
par les taux de vie correspondants et les distances r par t. 
Finalement, ce ne serait qu'une autre façon d'exprimer la même chose.

## Interprétation des observations
Lorsqu'une comète est observée par un spectroscope au sol ou dans l'espace, un spectre est obtenu.
À partir de ce spectre on identifie les molécules présentes dans l'« atmosphère » de la comète.
Très souvent, les signatures spectrales des molécules mères (telles que H2O, CO2, HCN, CH4)
sont faibles voire inobservables au sol. On se sert donc des observations de molécules filles 
(comme le radical OH− issu de l'eau) qui ont des raies spectrales fortes et plus facilement détectables. 
À partir de là, on peut remonter à la quantité des molécules premières pour estimer leur quantité et leur taux production.

## Les défauts
Le modèle de Haser présente quelques défauts de taille.
- Premièrement, les comètes ayant un noyau sphérique n'ont jamais été observées, la symétrie sphérique est loin d'être respectée. La forme du noyau cométaire ressemble plus à une pomme de terre.

Il en découle que la distribution des vitesses n'est pas forcément radiale. 
- Deuxièmement, le processus de dissociation d'une molécule-mère en molécule-fille est isotrope et non radial.

Cela conduit à des sous-estimations des longueurs d'échelle caractéristiques.